# Juliette Colbert de Barolo
Pour les articles homonymes, voir Famille Colbert, Faletti et Barolo.
Juliette Colbert, marquise de Barolo (Maulévrier, 27 juin 1785 - Turin, 19 janvier 1864) est une philanthrope, visiteuse des prisons, créatrice d'œuvres sociales et fondatrice des Sœurs de Sainte-Anne de Turin et des Filles de Jésus Bon Pasteur. Elle est reconnue vénérable par l’Église catholique depuis 2015.

## Biographie

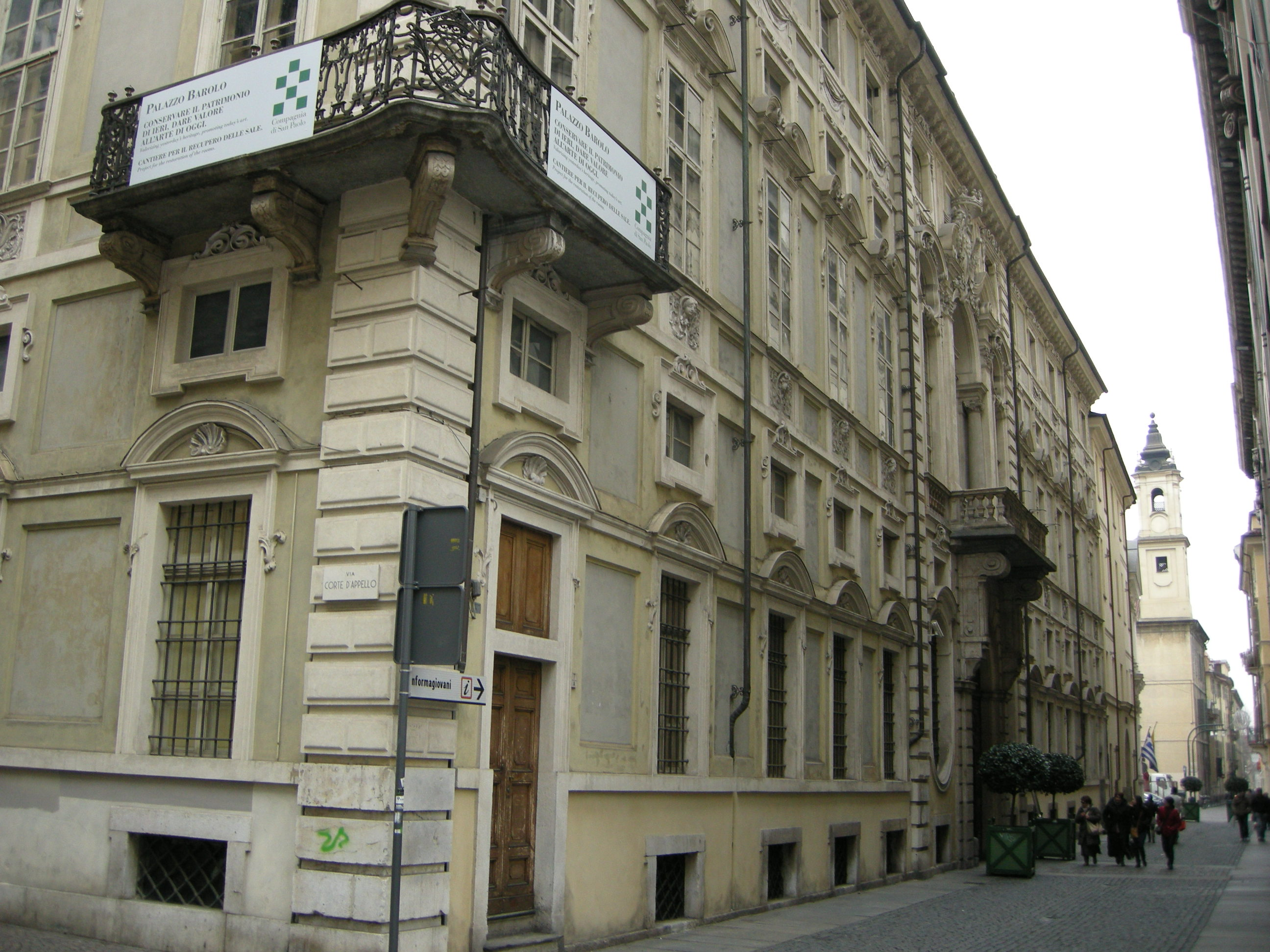
Le palazzo Barolo, à Turin.

### Jeunesse, mariage
Juliette Victorienne Françoise de Colbert-Maulévrier est une fille d'Édouard Victurnien Colbert (1754-1839), marquis de Maulévrier et descendant de Jean-Baptiste Colbert, le ministre de Louis XIV.
Elle apprend les langues : l'allemand, l'anglais, le grec, l'italien. Elle apprend aussi les arts : la musique, le dessin, la peinture. 
À la cour de Napoléon, elle est dame d'honneur de l'impératrice Joséphine.
Elle épouse en 1807, à 22 ans, le marquis Faletti di Barolo, fils d'Ottavio Faletti di Barolo. Elle est fortunée, son mari aussi, mais ils n'ont pas d'enfants.

### Visite des prisons

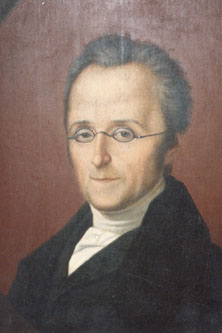
L'écrivain Silvio Pellico, ancien détenu, devient son secrétaire.

Selon M. de Melun, lors d'une procession du Saint-Sacrement en 1814, Juliette de Barolo entend crier « Ce n'est pas le viatique qu'il me faut, mais de la soupe ! » Elle s'aperçoit que la voix vient d'une prison. Elle y entre, obtient d'aller dans le cachot d'où venait le cri, rencontre les prisonniers et leur fait distribuer l'argent qu'elle a sur elle. 
Cette rencontre la décide à en savoir plus sur les prisonniers, et à agir pour eux ; elle se renseigne et commence par les visiter. Elle adhère à une association pour le soulagement des prisonniers, mais cette association ne s'occupe d'eux que du point de vue matériel. Juliette de Barolo forme alors le projet de créer une œuvre qui s'intéresse aussi à eux d'un point de vue moral et humain. Elle fonde plusieurs institutions et établissements caritatifs. Elle recueille Silvio Pellico à sa sortie de prison, en fait son secrétaire et l'associe à ses œuvres.

### Fondation du Refuge et de l'ordre des Madeleines
Elle s'occupe des anciennes condamnées, des anciennes prostituées et des femmes en détresse morale. Elle crée plusieurs institutions à leur intention et fonde d'abord un foyer et atelier, le « Refuge », qu'elle confie aux sœurs de Saint-Joseph. Au bout de deux ou trois ans d'une vie de travail et de prière, ces femmes peuvent reprendre une vie normale. 
Certaines d'entre elles préfèrent la vie religieuse ; la marquise de Barolo fonde pour elles en 1833 un couvent, à côté du Refuge, et donne à ces nouvelles religieuses le nom de Sœurs pénitentes de sainte Marie-Madeleine usuellement « Madeleines », en référence à sainte Marie Madeleine, repentie, disciple de Jésus. Encouragée par l'archevêque de Turin, Juliette de Barolo rédige une règle monastique, exerce une sélection rigoureuse pour les admissions et impose un noviciat sévère pour éprouver et vérifier leur vocation.

### Le choléra: soins, fondation de l'orphelinat
Une épidémie de choléra se répand dans le nord de l'Italie en 1835 et attaque Turin. Juliette de Barolo y revient alors, refuse de partir pour Rome, écoute peu les conseils de prudence et se dévoue auprès des malades. Après l'épidémie, elle recueille les orphelines et fonde un orphelinat pour elles. La ville de Turin lui décerne une médaille d'or en hommage à son dévouement pendant l'épidémie.

### Reconnaissance des ordres religieux
Juliette de Barolo part à Rome en 1845, pour obtenir du pape la reconnaissance des deux ordres religieux qu'elle a créés, l'ordre de Sainte-Anne et l'ordre des Madeleines. Par son insistance et ses multiples démarches, elle réussit à faire simplifier les procédures et obtient des cardinaux et du pape Grégoire XVI la pleine reconnaissance de ses deux ordres, moyennant quelques modifications à leurs règles. 
Elle reçoit aussi du pape la permission d'entrer dans tous les monastères féminins ; ayant visité l'ordre des Adoratrices perpétuelles du Saint-Sacrement, elle obtient du roi Charles-Albert de Sardaigne d'en faire venir en Piémont, et elle en assure les frais. Elle continue à être attentive aux démunis ; à Roaro elle paie les impôts dus par les plus pauvres pour que leurs biens confisqués leur soient rendus.
Très pieuse, elle est aussi membre du Tiers-Ordre franciscain séculier.

## Regards de contemporains
Alphonse de Lamartine a écrit d'elle : « Le marquis de Barol était mon ami ; il avait épousé une Française d'une famille, d'un esprit et d'une vertu supérieurs. Mme de Barol a consacré, depuis la mort de son mari, son génie pieux à Dieu, et son immense fortune à la charité. Sivio Pellico, le grand poète de la captivité et de la résignation, vit maintenant auprès de cette sainte femme, et il l'assiste dans ses œuvres de soulagement des prisonniers. »

## Béatification
Son procès en béatification est ouvert au niveau diocésain, puis transféré à Rome, elle est alors reconnue « Serviteur de Dieu » par l’Église catholique. En mai 2015, le pape François autorise la publication du décret reconnaissant l'héroïcité de ses vertus, elle est alors reconnue « vénérable ». Son mari Tancredi Falletti Di Barolo est ensuite lui aussi reconnu vénérable.